# Jürgen Rath
Jürgen Rath (* 1943 in Stuttgart) ist ein deutscher Seefahrer, IT-Entwickler und Publizist.

## Werdegang
Jürgen Rath begann seine seefahrerische Laufbahn in den 1950er Jahren als Schiffsjunge der westdeutschen Handelsschifffahrt, die er Anfang der 1970er Jahre mit dem Erhalt des Kapitänspatents abschloss. Anschließend arbeitete er als Programmierer und IT-Entwickler und studierte daneben die Studiengänge Betriebswirtschaft, Soziologie und Philosophie, die er jeweils mit einem Diplom beziehungsweise der Promotion in Philosophie erfolgreich beendete. Seit den 2000ern arbeitet Rath verstärkt als Publizist und Sachbuchautor auf dem Gebiet der Seefahrthistorie. Seit 2010 tritt Jürgen Rath auch mit Kriminalromanen und belletristischen Kurzgeschichten in Erscheinung.

## Veröffentlichungen (Auswahl)
- Das Land am anderen Ende des Meeres, edition karo, Berlin 2022
- Sturm über Hamburg – Moritz Forcks zweiter Fall, edition karo, Berlin 2020
- Die Namenlosen von Amrum – Ein Insel-Krimi, Sutton Verlag, Erfurt 2020
- Das Wrack am Falkensteiner Ufer – Von Hamburg bis Cuxhaven: Schiffsunfälle auf der Elbe, edition karo, Berlin 2019
- Advent, Advent, die Alster brennt, Beitrag in der Anthologie der edition karo, Berlin 2015
- Im Schatten des Krans – Ein historischer Kriminalroman aus Hamburg, Sutton Verlag, Erfurt 2015
- Schiffszwieback, Pökelfleisch und Koje – Seemannsleben an Bord, Koehlers Verlagsgesellschaft, Hamburg 2004
- Arbeit im Hamburger Hafen. Ergebnisse Verlag, Hamburg 1988